# 크로아티아 요리

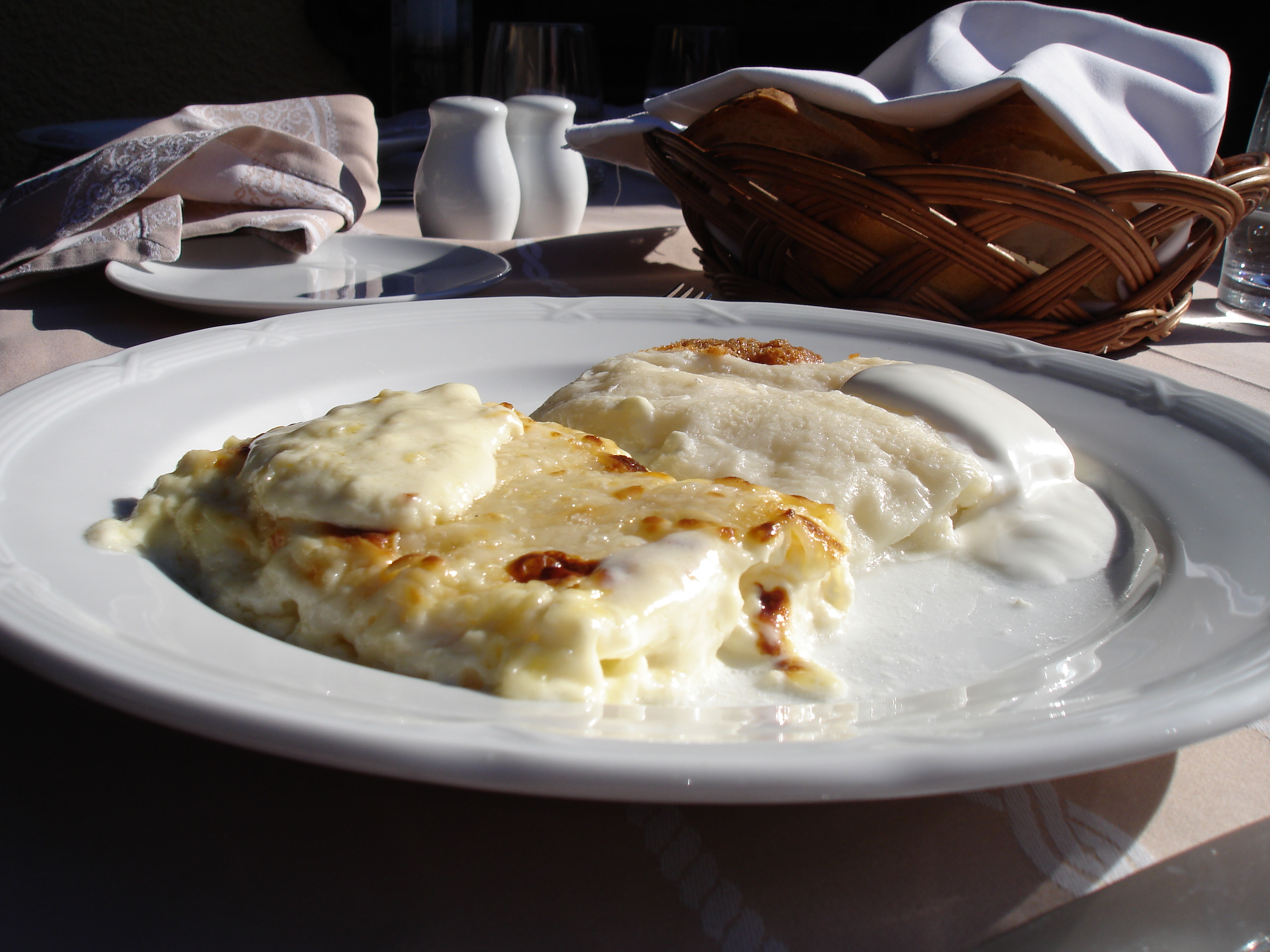
슈트루클리

크로아티아 요리(Croatia 料理, 크로아티아어: Hrvatska kuhinja 흐르바츠카 쿠히냐)는 동남유럽 발칸반도에 있는 크로아티아의 요리이다. 이질적이며 크로아티아의 모든 지역마다 고유한 요리 전통이 있기 때문에 지역의 요리로 알려져 있다.

## 육류

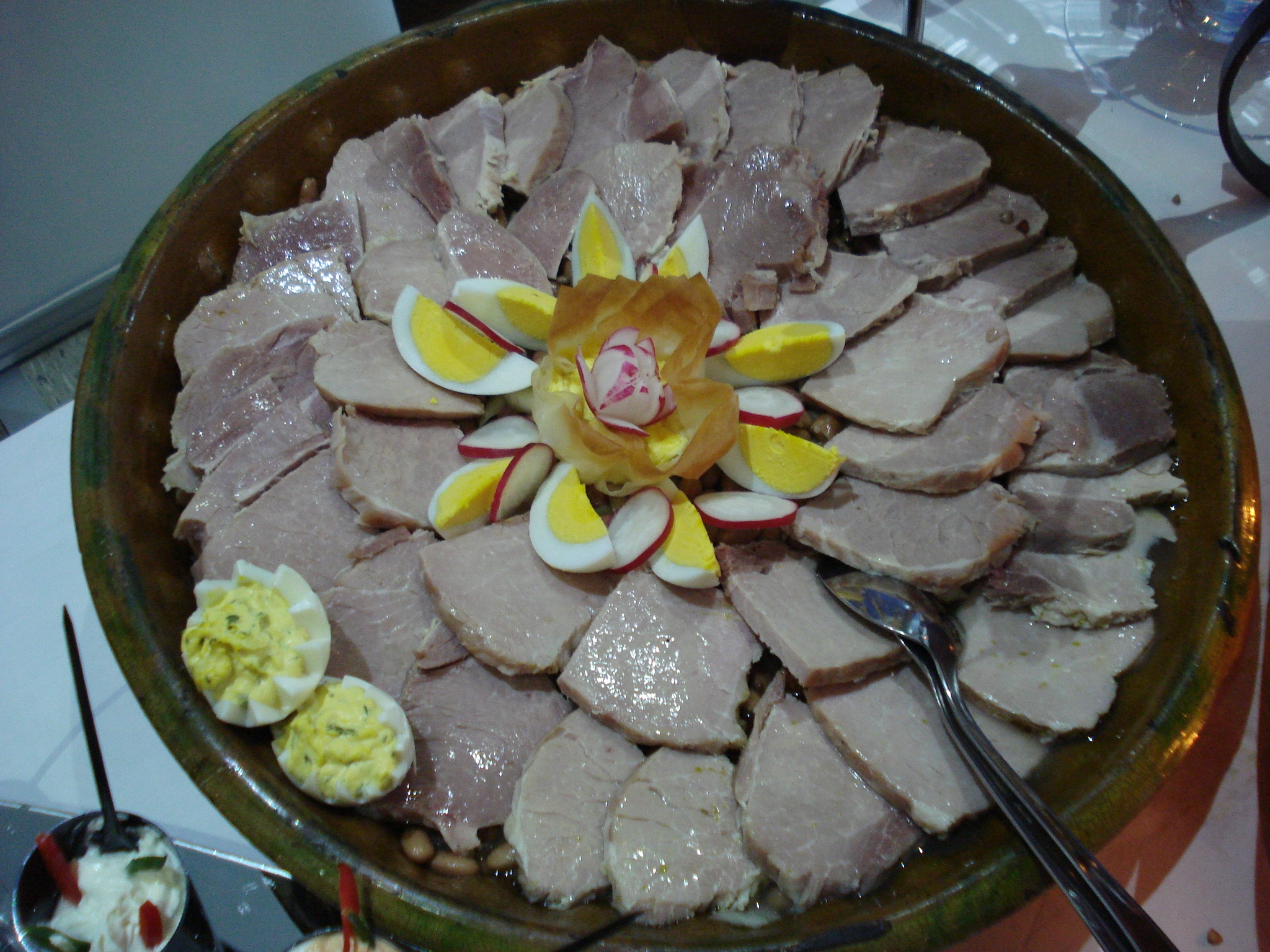

크로아티아 고기 요리는 다음을 포함한다.
- 라지니치
- 자그레바치키 오드레자크
- 슈니첼
- 메소즈 티블리체
- 야니예티나
- 오도야크
- 비소바치카 베가비차
- 믈린치

## 같이 보기
- 슬라브 요리
- 유럽 요리
- 지중해 요리